# Nonciature apostolique en Algérie
La nonciature apostolique en Algérie est la mission diplomatique du Saint-Siège en Algérie. Les bureaux de la nonciature sont situés à Bologhine-Alger.
Le Vatican crée le poste de délégué en Afrique du Nord le 27 février 1965. John Gordon occupe cette fonction jusqu’au 14 juillet 1967. Sante Portalupi lui succède le 27 septembre 1967. À mesure que le Saint-Siège développe des relations diplomatiques avec les pays relevant de sa compétence, les responsabilités du délégué évoluent. Le 6 mars 1972, Portalupi prend le titre de pro-nonce apostolique en Algérie.
Le nonce apostolique en Algérie est généralement également nonce Apostolique en Tunisie lors de sa nomination dans ladite nation.

## Liste des représentants pontificaux en Algérie
Délégué en Afrique du Nord
- John Gordon (27 février 1965[3] – 14 juillet 1967)[1], archevêque titulaire de Nicopolis ad Nestum (de)
- Sante Portalupi (27 septembre 1967 – 6 mars 1972)[2], archevêque titulaire de Christopolis (de)

Pro-nonces apostoliques en Algérie
- Sante Portalupi (6 mars 1972[2] – 15 décembre 1979)[4], archevêque titulaire de Christopolis (de)
- Gabriel Montalvo Higuera (18 mars 1980 – 12 juin 1986), archevêque titulaire de Celene (de)
- Giovanni De Andrea (22 novembre 1986 – 26 août 1989), archevêque titulaire d'Aquaviva (de)
- Edmond Farhat (26 août 1989 – 26 juillet 1995), archevêque titulaire de Byblus (de)

Nonces apostoliques en Algérie
- Antonio Sozzo (5 août 1995[5] – 23 mai 1998)[6], archevêque titulaire de Concordia (de)
- Augustine Kasujja (26 mai 1998[7],[8] – 22 avril 2004), archevêque titulaire de Césarée-en-Numidie (de)
- Thomas Yeh Sheng-nan (22 avril 2004 – 2015), archevêque titulaire de Leptis Magna (de)
- Luciano Russo (14 juin 2016  – 22 août 2020), archevêque titulaire de Monteverde (de)
- Kurian Mathew Vayalunkal (1er janvier 2021  – 15 mars 2025)[9], archevêque titulaire de Ratiaria (de)